# Bunuri mobile din domeniul carte veche și manuscris clasate în patrimoniul cultural național al României aflate în județul Maramureș
Acestă listă conține bunurile mobile din domeniul carte veche și manuscris clasate în Patrimoniul cultural național al României aflate la momentul clasării în județul Maramureș.

## Fond
| Foto | Informații generale     | Detalii tehnice                                             | Descriere | Deținător                       | Legături |
| ---- | ----------------------- | ----------------------------------------------------------- | --------- | ------------------------------- | -------- |
|      | Molitvelnic sau Trebnic | Datare: 1645 Dimensiuni: 19 x15 cm Material: hârtie manuală |           | Colecții particulare, Maramureș | Cimec    |